# Erythmelus panis
Erythmelus panis är en stekelart som först beskrevs av Enock 1909.  Erythmelus panis ingår i släktet Erythmelus och familjen dvärgsteklar. Inga underarter finns listade i Catalogue of Life.